# Achilleion

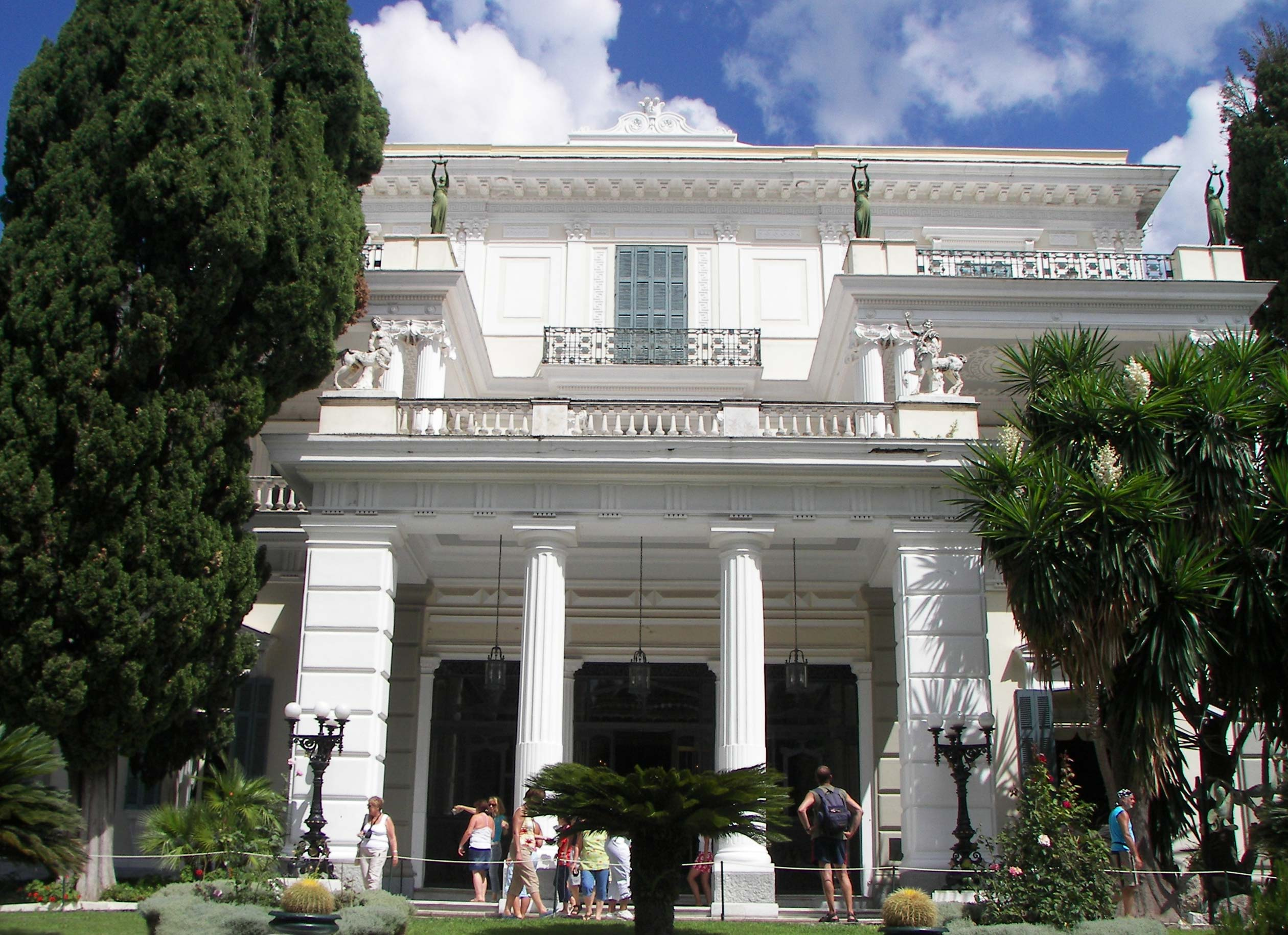
Achilleion-palatset

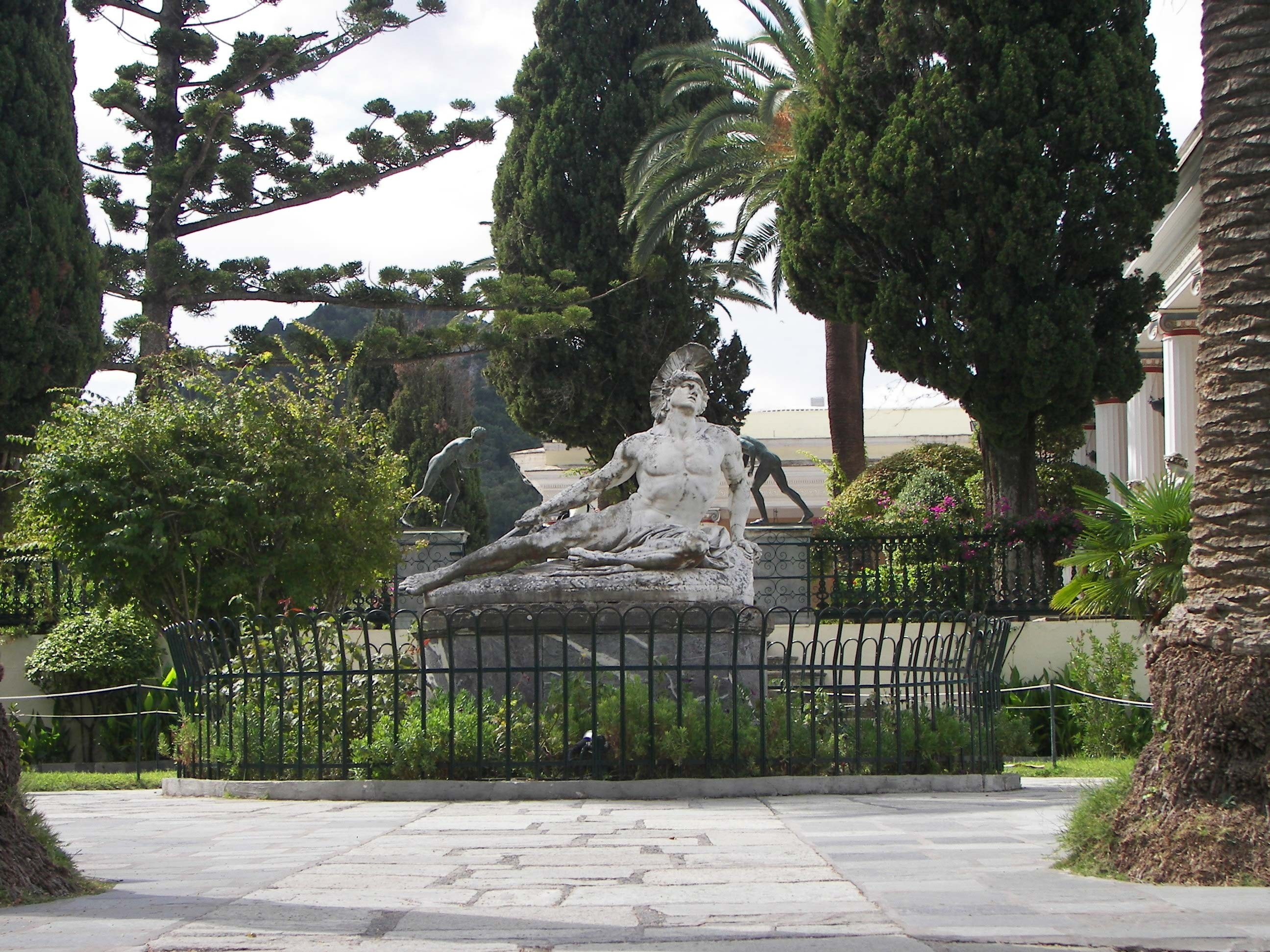
Staty av Akilles i Achilleions trädgåd. Akilles blick är riktad mot himlen som om han söker hjälp från Olympen: hans mor Thetis var en gudinna.

Achilleion (grekiska: Αχίλλειο eller Αχίλλειον) är ett palats på Korfu byggt 1890 på uppdrag av kejsarinnan Elisabeth av Österrike-Ungern, efter ett förslag av den österrikiske konsuln Alexander von Watzberg.Achilleion står på klippan Gasturi söder om staden Korfu, och designades med utgångspunkt från Homeros' antika berättelse om peliden Achilles, huvudperson i Iliaden och vars handling tilldrar sig under det trojanska kriget.
Achilleion köptes 1907 av Vilhelm II, som använde det som sommarresidens. Efter första världskriget tillföll Achilleion grekiska staten.